# Iglesia de San Francisco (Piura)
La Iglesia de San Francisco de Asís es un edificación religiosa de culto católico ubicado en la ciudad de Piura. Se ubica en el Jirón Lima, antigua calle Florida y fue edificado por los padres Franciscanos. 
Su existencia data del XVII y XVIII. El 4 de enero de 1821 se pronunciaron el grito de libertad por los piuranos. En 1969 fue declarado monumento histórico nacional. 
Cuenta con una campana de bronce construida hace 200 años, en ella está grabada la imagen de San Francisco. El altar está decorado con columnas labradas cuenta con la escultura de San Francisco de Asís, la imagen de virgen Inmaculada Concepción y el Cristo de la Agonía.